# Moishe Oysher
Pour les articles homonymes, voir Oysher.
Moishe Oysher, né le 8 mars 1907 à Lipcani dans l'Empire russe, aujourd'hui en Moldavie et décédé le 27 novembre 1958 à New York, est un hazzan américain.

## Biographie
Né à Lipcani de Lily et Zelig Oysher, qui est un célèbre hazzan, lui-même d'une lignée de hazzanim, Moishe Oysher est le frère de Fraydele Oysher et fréquente la même chorale que le futur mari de cette dernière, Harold Sternberg. Il fréquente dans son village natal l'école de théâtre yiddish d'Eliezer Steinbarg, qui exerce sur lui une influence considérable : enfant, Moishe joue dans des pièces écrites par Steinbarg, qui l'initie aussi à la littérature yiddish. En 1921, avec Fraydele, il rejoint son père émigré à Montréal, puis ils déménagent à Philadelphie. Du fait de la mue de sa voix, Moishe ne peut plus tenir les mêmes rôles. D'autre part, son père étant au chômage, il doit gagner sa vie par tous moyens. Vers 1925, il rencontre l'acteur Wolf Shumsky et recommence à jouer à Winnipeg. Il officie vers 1928 à la radio à Philadelphie, puis est recommandé dans les théâtres de Brooklyn et Newark, où il se produit aux côtés de Florence Weiss, avant une tournée en Argentine en 1933-34. En 1935, il est nommé chantre à la Première synagogue roumano-américaine, ce qui fait grand bruit à l'époque. Moishe Oysher est en effet l'un des premiers acteurs de théâtre à se reconvertir de la sorte : il ne peut conserver qu'une activité très réduite en matière de théâtre. Il tourne toutefois dans plusieurs films : son jeu d'acteur n'est pas hors du commun, mais le public se déplace pour entendre sa voix. Il a un tel succès qu'on l'appelle « la voix d'or » : The Singing Blacksmith, dont l'ironie veut qu'il soit tourné à proximité de Camp Nordland, haut lieu de réunion de partisans du nazisme aux États-Unis, obtient un succès considérable au box-office. Néanmoins, la santé de Moishe Oysher, notamment cardiaque, se dégrade dès le milieu des années 40, et il finit par succomber à une attaque plus violente que les précédentes.

## Vie privée
Moishe Oysher se marie une première fois avec l'actrice de théâtre, qui est aussi sa partenaire sur scène, Florence Weiss, en janvier 1929. Il se remarie avec la pianiste Theodora Metzger, qui l'accompagne sur scène et dont il a une fille, Rozanna (parfois Shoshana), qui tient le rôle de narratrice sur certains de ses enregistrements.

## Filmographie
- The Cantor's Son, d'Ilya Motyleff et Sidney M. Goldin, 1937 ;
- The Singing Blacksmith d'Edgar G. Ulmer, 1938 ;
- Overture to Glory de Max Nosseck, 1940 ;
- Song of Russia de Gregory Ratoff et Laslo Benedek, 1944 ;
- Singing in the Dark de Max Nosseck, 1956[5].

## Discographie
- The Moishe Oysher Chanuka party, 33 tours, Rozanna records, années 1950 ;
- Kol Nidre night with Moishe Oysher, 33 tours, Banner records, années 1960 ;
- The fabulous voice of Moishe Oysher, 33 tours, Menorah, années 1960, réédition en CD en 1999 ;
- Moishe Oysher at his best : falks lider : a concert of Yiddish and Israeli folk songs, 33 tours, Greater recording, 1969 ;
- A gala concert with Moishe Oysher and the Barry Sisters, 33 tours, Greater recording, 1973 ;
- An Oysher album, 33 tours, Michaels records, 1980 ;
- Moishe Oysher Seder, Leisure Time Music, CD, 1994[6] ;